# Irreconcilable Differences
Irreconcilable Differences is een Amerikaanse komedie-dramafilm uit 1984 onder regie van Charles Shyer.

## Verhaal
Er ontstaat nogal wat mediacommotie als de negenjarige Casey een scheiding van haar ouders aanvraagt. In flashbacks wordt uitgelegd hoe dit zover heeft kunnen komen. Albert en Lucy ontmoeten elkaar in 1973. Albert is een filmleraar die door het land lift en Lucy, die verloofd is met een intimiderende man uit het leger die haar niet steunt in haar wens om kinderboeken te schrijven. Op goed vertrouwen pikt ze Albert op en trouwt al vier dagen later met hem. Het koppel verhuist naar Los Angeles, waar Albert poogt om door te breken in de filmwereld. Een Hollywoodproducer vertrouwt hem een oud romantisch scenario toe, maar Albert kan vanwege een writer's block geen inspiratie vinden. Lucy dient als zijn muze, en helpt hem met het schrijven van het scenario.
De film wordt een groot succes en Albert verzekert zichzelf van een machtige positie in Hollywood. Lucy is minder tevreden, omdat Albert haar nooit heeft bedankt en ondertussen heel de wereld over reist voor festivals. Verdere prikkelingen ontstaan als Albert verliefd wordt op zijn wispelturige jonge muze Blake, die hij onmiddellijk cast in zijn nieuwe film. Lucy merkt dat Albert gevoelens heeft voor Blake en vraagt een scheiding aan. Albert is zo verliefd op Blake, dat hij zonder tegenstribbelen de voogdij over Casey afstaat. Lucy verhuist met Casey naar een kleiner huis, terwijl Albert met Blake geniet van de luxe in zijn landhuis.
Een keerpunt van het verhaal is het moment waarop Lucy - uit woede dat Albert kinderbijslag weigert te betalen - een boek schrijft waarin ze geen blad voor de mond neemt over haar huwelijk. Het boek wordt een groot succes en zet haar op de kaart. Albert maakt ondertussen, onder druk, een kostuumfilmmusical genaamd Atlanta als vehikel voor Blake. De hoge productiekosten, aangevoerd door Blake's divagedrag, leiden tot een desastreus resultaat: De film wordt de grootste flop in de historie van cinema en vernietigt Alberts carrière. Hij wordt verlaten door Blake en neemt noodgedwongen intrek in een klein appartement. Lucy, die nu baadt in rijkdom, neemt zijn landhuis over en begint te transformeren tot een diva. Het tweetal ruziet regelmatig tegen elkaar, wat negatief invloed heeft op Casey.
Als op een dag Albert en Lucy slaande ruzie krijgen, en Casey pushen om een kant te kiezen, is voor haar de maat vol: zij besluit om zichzelf te emanciperen. Ze wint de rechtszaak en verhuist naar haar oppas. Albert en Lucy komen uiteindelijk tot inkeer en bouwen langzamerhand weer een band op met Casey, en met elkaar.

## Rolverdeling
| Acteur         | Personage               |
| -------------- | ----------------------- |
| Ryan O'Neal    | Albert Brodsky          |
| Shelley Long   | Lucy Van Patten Brodsky |
| Drew Barrymore | Casey Brodsky           |
| Sam Wanamaker  | David Kessler           |
| Allen Garfield | Phil Hanner             |
| Sharon Stone   | Blake Chandler          |

## Achtergrond
De film is gebaseerd op het eerste huwelijk van regisseur Peter Bogdanovich. Blake Chandler is zodoende geïnspireerd op actrice Cybill Shepherd en Atlanta op de film At Long Last Love (1975). Shelley Long en Drew Barrymore werden beiden genomineerd voor een Golden Globe voor hun acteerspel. Barrymore vroeg in 1989, emancipeerde zich, net zoals haar personage, van haar ouders op jonge leeftijd.